# Чукарі-Івановка
Чукарі́-Іва́новка (рос. Чукари-Ивановка) — село у складі Кувандицького міського округу Оренбурзької області, Росія.

## Населення
Населення — 41 особа (2010; 81 у 2002).
Національний склад (станом на 2002 рік):
- росіяни — 94 %